# Cabalgata (película)
Cabalgata es una película de 1933 donde se repasa la vida de la sociedad inglesa desde el Día de Año Nuevo de 1899 hasta 1933.  Todo desde el punto de vista de una pareja de londinenses, Jane y Robert Marryot (interpretados por Diana Wynyard y Clive Brook). La crónica incluye la segunda guerra bóer, la muerte de la reina Victoria, el hundimiento del Titanic y la Primera Guerra Mundial. La película está dirigida por Frank Lloyd y escrita por Reginald Berkeley basándose en la obra de teatro homónima de Noël Coward.
La película ganó tres Premios Oscar en la edición de 1933: mejor película, mejor director (Frank Lloyd) y mejor dirección artística (William S. Darling).

## Sinopsis
La historia de Gran Bretaña durante el primer tercio del siglo XX es reflejada a través de las desventuras de una familia que sufre toda clase de penurias y calamidades. Un drama épico, basado en la obra del famoso dramaturgo Noël Coward.

## Reparto
- Diana Wynyard como Jane Marryot
- Clive Brook como Robert Marryot
- Una O'Connor como Ellen Bridges

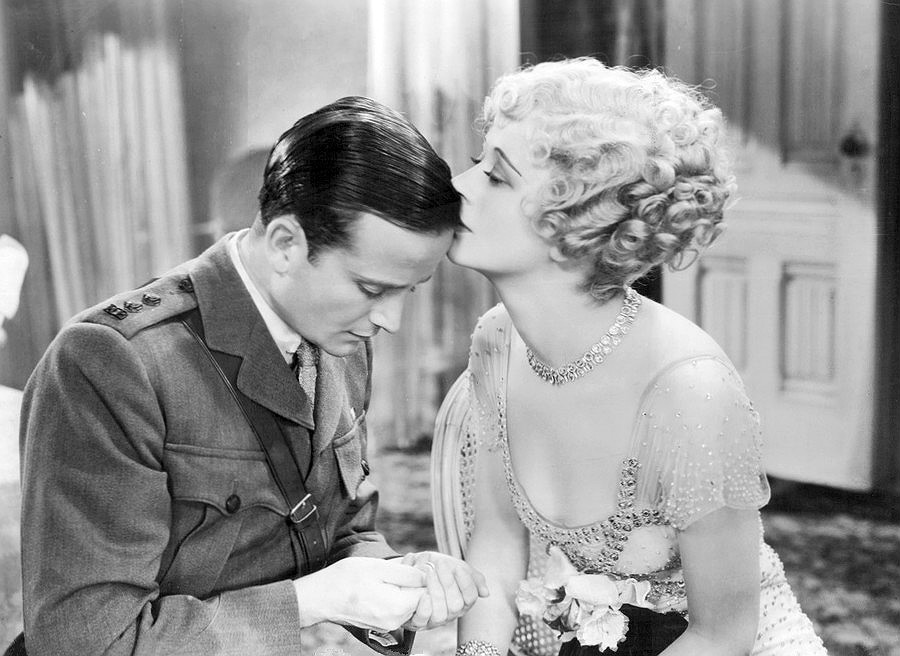
Los actores Ursula Jeans y Frank Lawton en una escena de la película.

- Herbert Mundin como Alfred Bridges
- Beryl Mercer como Cook
- Irene Browne como Margaret Harris
- Tempe Pigott como Mrs. Snapper
- Merle Tottenham como Annie
- Frank Lawton como Joe Marryot
- Ursula Jeans como Fanny Bridges
- Margaret Lindsay como Edith Harris
- John Warburton como Edward Marryot
- Billy Bevan como George Grainger
- Ronnie James como Desmond Roberts
- Dick Henderson, Jr. como Master Edward
- Douglas Scott como Master Joey
- Sheila MacGill como la joven Edith
- Bonita Granville como la joven Fanny

## Recepción
La película fue la segunda película más popular en los Estados Unidos en 1933. Ganó más de un millón de dólares en el Reino Unido. Terminó obteniendo un beneficio estimado de £ 2,500,000 durante su estreno teatral inicial. 
Mordaunt Hall del New York Times calificó la película como "más impactante e impresionante" y agregó: "En todas sus escenas hay una atención meticulosa a los detalles, no solo en la configuración ... sino también en la selección de jugadores ... Se despliega con tan buen gusto y moderación tan marcados que muchos ojos se nublarán después de presenciar esta producción ". 
Actualmente, la película tiene un índice de aprobación del 58% en el sitio web de agregación de reseñas de películas Rotten Tomatoes basado en 24 reseñas, con un promedio ponderado de 6.34 / 10. El consenso del sitio dice: "Aunque actuó sólidamente y es agradable de ver, Cabalgata carece de cohesión y sacrifica la verdadera emoción por la malicia".

## Premios y nominaciones
6.ª ceremonia de los Premios Óscar
| Reconocimiento          | Candidata          | Resultado |
| ----------------------- | ------------------ | --------- |
| Mejor película          | Cabalgata          | Ganadora  |
| Mejor director          | Frank Lloyd        | Ganador   |
| Mejor actriz            | Diana Wynyard      | Nominada  |
| Mejor dirección de arte | William S. Darling | Ganador   |

National Board of Review
| Año  | Reconocimiento              | Resultado |
| ---- | --------------------------- | --------- |
| 1933 | Diez mejores filmes del año | Incluida  |

La película fue la primera en ser producida por Fox Film Corporation en ganar el Oscar a la Mejor Película, y la única antes de fusionarse con 20th Century Pictures en 1935 para formar 20th Century Fox.

## Video doméstico
El primer lanzamiento de video casero de Cabalgata fue en un VHS de EE. UU., En 1993.